# Willy Schobben
Wilhelmus (Willy) Schobben (Maastricht, 5 september 1915 – Kerkrade, 25 maart 2009) was een Nederlands trompettist, componist, dirigent en arrangeur.

## Levensloop
Al op zijn zesde speelde hij trompet bij de plaatselijke fanfare Sint Hubertus uit Maastricht. Hij werd opgeleid aan het muzieklyceum van Maastricht. In 1927 speelde hij bij het Maastrichts Stedelijk Orkest (MSO) de voorloper van het Limburgs Symfonie Orkest. Vanaf 1950 was hij dirigent van het AVRO dansorkest. Vlak na de Tweede Wereldoorlog richtte hij samen met Bep Rowold en Pi Scheffer de band Red, White and Blue Stars, de voorloper van de bekende bigband The Skymasters (ook bekend als het: AVRO Dansorkest), waar hij, sinds de eerste repetitie in 1946, de eerste trompet bespeelde. Zijn grootste succes beleefde hij in 1962, toen twee van zijn platen de eerste plaats in de Nederlandse hitparades bereikten, "Mexico" en de instrumentale versie van "Brandend Zand". Hij werd onderscheiden met de Gouden Trompet.
Vanaf 1936 was Schobben getrouwd met de in Auschwitz omgekomen trompettiste Clara de Vries. De laatste jaren van zijn leven woonde hij in Kerkrade, waar hij in 2009 op 93-jarige leeftijd, na een kort ziekbed, overleed.
Schobben was Ridder in de Orde van Oranje-Nassau.

## Composities

### Werken voor harmonie- en fanfareorkest
- Benefica, voor twee trompetten en harmonie- of fanfareorkest (1962)
- Napoli, voor twee trompetten en harmonie- of fanfareorkest
- Trumpet Carnival, voor trompet en harmonie- of fanfareorkest

### Liederen
- Adios Mexico
- Auf Wiedersehen Marlene
- Ballad Of The Trumpet
- Beach party (in 1988 de leader van Te land, ter zee en in de lucht)
- Bolivia
- Brandend zand
- Einmal weht der Südwind wieder
- El Soldado de Levita
- Happy José (Ching-Ching)
- Hör Mein Lied, Violetta
- Los Grand exitos de trompeta
- Mallorca
- Meisjes met rode haren
- Mexico
- Schrijf me nooit geen mooie brieven meer